# Koma
Das Koma (von altgriechisch κῶμα ‚tiefer Schlaf‘) ist ein Zustand tiefer Bewusstlosigkeit und die medizinisch schwerste Form einer Bewusstseinsstörung, bei der ein Patient auch durch starke äußere Stimuli wie wiederholte Schmerzreize nicht zu wecken ist. Ein plötzliches Koma ist ein medizinischer Notfall. Ist dieser Zustand nicht voll ausgeprägt, spricht man von Sopor oder Präkoma.
Das Koma ist ein Symptom (Krankheitszeichen), etwa infolge schwerer Stoffwechselstörungen, und keine Krankheit und wird daher in der internationalen Klassifikation der Gesundheitsstörungen (ICD-10) der Rubrik „R“ (Symptome und Befunde) zugeordnet (R40.2). Als Ausdruck einer schweren Störung von Funktionen des Hirnstamms ist ein Koma zumeist lebensbedrohend. Im Rahmen intensivmedizinischer Behandlungen kann vorübergehend ein tiefschlafähnlicher Zustand als Schutzmaßnahme medikamentös herbeigeführt werden, der künstliches Koma genannt wird. Die weitere Entwicklung und Prognose eines komatösen Patienten hängt von der zugrunde liegenden Ursache sowie der medizinischen Versorgung ab.

## Geschichte
Koma wurde bereits bei Hippokrates und Galen erwähnt. Eine weitere Beschäftigung erfolgte im 17. Jahrhundert, als versucht wurde, mittels Pulsmessung sowie Beobachtung von Reaktionen und Atmung Koma genauer zu charakterisieren. Die Behandlung erfolgte im Paradigma der Säftelehre und beinhaltete beispielsweise den Aderlass. Ähnlich wie heute wurde Koma als stärkstes Ausmaß einer Bewusstseinsstörung angesehen. Schwächere Formen waren beispielsweise die Lethargie oder der heute nicht mehr verwendete Begriff Cataphora. Im 19. Jahrhundert etabliert sich die Einteilung in Somnolenz – Sopor – Koma. Die Ursachen werden zunehmend physiologisch begründet, Intoxikationen, Schädel-Hirn-Trauma oder Schlaganfall werden genannt. Aber Koma schien ein eher randständiges Thema zu sein und tauchte in einigen Lehrbüchern nicht auf. Zu Beginn des 20. Jahrhunderts nimmt Wissen über Ursachen und klinische Zeichen zu. Um das Jahr 1900 begann auch eine zunehmende wissenschaftliche Beschäftigung mit Koma, was sich an Experimenten an Tieren zeigt. Hier wurden insbesondere Erkenntnisse über den intrakraniellen Druck als Koma-Ursache gewonnen und erste therapeutische Schritte abgeleitet. Mit der Entwicklung von Beatmungsmaschinen um 1950 war die Voraussetzung für eine stärkere Beschäftigung mit Koma geboren, da die Patienten mit künstlicher Beatmung ein Koma überhaupt überleben konnten. Erstmals veröffentlichten die amerikanischen Neurologen Fred Plum und Jerome Posner 1966 ein Lehrbuch über Koma (Diagnosis and Treatment of Stupor and Coma) und etablierten damit das Koma in der Medizin.

## Anatomie und Pathophysiologie
Bewusstsein wird bei Betrachtung von Koma in Wachheit/quantitatives Bewusstsein und awareness/Bewusstseinsinhalt/qualitatives Bewusstsein aufgeteilt. Zum qualitativen Bewusstsein gehören Wahrnehmung der Umwelt, aber auch Wahrnehmung des eigenen Selbst, der Gedanken oder der mentalen Bilder. Koma ist eine Störung der Wachheit.
Wachheit wird im Gehirn nicht in einem einzigen neuroanatomischen Gebiet erzeugt, sondern entsteht aus einem Netzwerk spezifischer im Gehirn verteilter Neuronen, welche auch als Wachsysteme bezeichnet werden. Mit Zunahme der Wachheit steigt graduell die Vernetzung verschiedener Hirnareale. Neuere, bildgebende Verfahren wie funktionelles MRT oder PET ermöglichten eine genauere Definition dieses Netzwerk. Anteil daran haben Hirnstamm, der Thalamus und weite Areale der Hirnrinde beider Hirnhälften mit komplexen Projektionen. Bereits zu Beginn des 20. Jahrhunderts war bekannt, dass ein intakter Hirnstamm Voraussetzung für Bewusstsein ist. Frédéric Bremer, ein französischer Schlafforscher, verletzte den Hirnstamm auf Höhe der Pons, was zu einem Koma bei dem Versuchstier führte. Selbst im Hirnstamm ist der dortige Wachheitsknotenpunkt in einem Netzwerk verschiedener Kerne und Bahnen organisiert, was als aufsteigendes retikuläres Aktivierungssystem (ARAS) bezeichnet wird. Das ARAS ist jedoch nur Teil des Wachheitsnetzwerk und nicht wie früher gedacht, alleinig für Wachheit zuständig.
Das Zusammenbrechen des Netzwerks kann global oder an wichtigen Knoten wie dem ARAS oder Thalamus geschehen. Im Koma besteht aber weiter Hirnaktivität, wenige Gebiete zeigen sogar mehr Aktivität als bei wachen Gehirnen, aber die Aktivität ist eher zufällig, schwach oder nur auf einzelne Gebiete beschränkt.
Die komplexen Projektionen erklären, warum ein Koma viele verschiedene Ursachen haben kann. Hirngewebe kann direkt zerstört werden (destruktive Läsion), z. B. durch einen Infarkt, Blutung, Entzündung oder Nekrose. Eine Kompression von Hirngewebe kann auch zu einem Funktionsausfall führen, was beispielsweise bei einem Hydrozephalus oder Tumor zum Koma führen kann. Diese Ursachen werden als strukturell bezeichnet.
Verschiedene Ursachen können die Funktion der Hirnrinde und des ARAS diffus beeinträchtigen. Die unzureichende Versorgung mit Glucose oder Sauerstoff (z. B. bei einem Herzstillstand) kann zur diffusen Schädigung führen. Hierbei kommt es zur Störung des Ionengradienten mit folgender Depolarisation der Zellen, der Freisetzung von Neurotransmitter, mit einem intrazellulären Calcium-Überschuss und dem Zelltod (Apoptose). Die Intensität und Länge der Störung entscheidet über die Reversibilität. Von außen zugeführte oder von innen akkumulierte Giftstoffe können ebenfalls die Nervenzellen diffus in Funktion beeinträchtigen und ein Koma herbeiführen. Eine Störung des Blutflusses auf mikroskopischer Ebene, z. B. bei einer Sepsis, führt ebenfalls zu einer Störung der Nervenzellen. Falls die Entzündung im oder am Gehirn ist, wird die Übertragung an den cholinergen Synapsen gestört und das Netzwerk zur Wachheitsgeneration bricht zusammen. Traumatische Hirnschädigungen können eine diffuse axonale Schädigung durch Scher- und Reißkräfte mit Freisetzung zytotoxischer Substanzen, dem Zusammenbruch der Blut-Hirn-Schranke und folgender sekundärer Schädigung verursachen.
Eine diffuse Ursache kann jedoch unbehandelt strukturell wirksam werden. Wenn die Zellen lange diffus beeinträchtigt sind und beginnen abzusterben, kann sich ein Ödem entwickeln, was dann eine Kompression verursacht. Das kann bei einem Leberversagen mit hepatischen Koma oder einer Unterzuckerung der Fall sein.

## Ursachen
Eine Vielzahl von Erkrankungen kann ein Koma verursachen. Deswegen werden die Erkrankungen in primär, also direkt das Gehirn betreffend und sekundär eingeteilt. Bei den sekundären Erkrankungen liegt das eigentliche Problem außerhalb des Nervensystems, aber stört oder schädigt das Gehirn sekundär. Beispielsweise ist bei einer Unterzuckerung zu wenig Zucker im Blut, was zu einem Zusammenbruch der Hirnaktivität führt. In der Tabelle sind verschiedene nicht-traumatische Ursachen und ihre Häufigkeiten aufgeführt. Daneben kann auch ein Schädel-Hirn-Trauma zu einem Koma führen.
| Kategorie (Anteil in %) | Subkategorie (Anteil in %)              | Krankheit (Anteil in %) | Beispiele |
| ----------------------- | --------------------------------------- | ----------------------- | --- |
| Primär (65 %)           | Primär mit akuter Hirnschädigung (39 %) | Blutung (22 %)          | intrazerebrale Blutung, Subarachnoidalblutung, Subdural- und Epiduralblutung |
| Primär (65 %)           | Primär mit akuter Hirnschädigung (39 %) | Hirninfarkt (11 %)      | große Hirninfarkte (maligner Mediainfarkt) und Hirnstamminfarkte |
| Primär (65 %)           | Primär mit akuter Hirnschädigung (39 %) | Entzündung (3 %)        | Meningitis und Enzephalitis |
| Primär (65 %)           | Primär mit akuter Hirnschädigung (39 %) | Tumor (2 %)             | |
| Primär (65 %)           | Primär mit akuter Hirnschädigung (39 %) | sonstiges (1 %)         | posteriores reversibles Enzephalopathiesyndrom, Sinusvenenthrombose |
| Primär (65 %)           | Primär ohne akute Hirnschädigung (26 %) | Epilepsie (22 %)        | Status epilepticus, epileptischer Anfall |
| Primär (65 %)           | Primär ohne akute Hirnschädigung (26 %) | neurodegenerativ (1 %)  | fortgeschrittene Demenz |
| Primär (65 %)           | Primär ohne akute Hirnschädigung (26 %) | funktionell (3 %)       | psychogenes Koma, dissoziatives Koma, funktionelles Koma, Pseudokoma |
| Sekundär (35 %)         | Sekundär (35 %)                         | metabolisch (6 %)       | Unterzuckerung (Hypoglykämie), Überzuckerung (diabetisches Koma), Niereninsuffizienz (urämisches Koma), Leberinsuffizienz (hepatisches Koma), Elektrolytveränderungen (Hypo- und Hypernatriämie, Hypo- und Hyperkalzämie), Hitzschlag, Unterkühlung, Wernicke-Enzephalopathie, hormonelle Ursachen (Hypophyseninsuffizienz, Nebenniereninsuffizienz, Myxödemkoma usw.) |
| Sekundär (35 %)         | Sekundär (35 %)                         | Sepsis (3 %)            | Sepsis |
| Sekundär (35 %)         | Sekundär (35 %)                         | Intoxikation (19 %)     | Benzodiazepin, Alkohol, Opioid, Anticholinergika, Narkosemittel und viele weitere |
| Sekundär (35 %)         | Sekundär (35 %)                         | kardial/pulmonal (6 %)  | Sauerstoffmangel (Hypoxie), CO2-Überschuss im Blut (Hyperkapnie), Herzschwäche |
| Sekundär (35 %)         | Sekundär (35 %)                         | chirurgisch (<1 %)      | Schwere Blutung |
| Sekundär (35 %)         | Sekundär (35 %)                         | sonstiges (<1 %)        | Stromunfall |

## Klassifikationen und Komatiefe
Die Einteilung erfolgt nach klinischen Gesichtspunkten, also entsprechend der Reaktion auf bestimmte Reize. Hierzu werden verschiedene Skalen verwendet:
- In der Notfallmedizin etabliert ist die Glasgow-Koma-Skala – die auch als Entscheidungshilfe z. B. für Beatmung herangezogen wird. Sie umfasst auch leichtere Bewusstseinsstörungen.
- Weniger häufig genutzt wird der FOUR-Score, der insbesondere bei einem schweren Koma besser geeignet ist.[12]
- Die Innsbruck coma scale ist dem FOUR-Score vergleichbar, wird aber kaum genutzt.[13]
- Für Forschungszwecke, in der Rehabilitation und zur Prognose-Bestimmung wird die komplexere ComaRecovery Scale-Revised (CRS-R) genutzt.[14]

Daneben gibt es weitere Skalen, die jedoch kaum etabliert sind. Im klinischen Alltag werden darüber hinaus Begriffe wie schweres Koma ohne formelle Definition genutzt.
Die 2019 ausgerufenen Curing Coma Campaign versucht mittels neuer Biomarker, Bildgebung und neurophysiologischer Methoden verschiedene Komatypen mit biologischer Grundlage zu definieren. Folgende Klassifikation wird vorgeschlagen:
- Bewusstseinsstörung-Endotyp ohne entsprechende strukturelle Schäden
- Bewusstseinsstörung-Endotyp mit strukturellen oder funktionellen Schäden, die einer Ersatz- oder Reparatur-Therapie zugänglich sind
- Bewusstseinsstörung-Endotyp, der sich nicht durch pharmakologische oder anatomische Ersatz- oder Reparaturtherapie behandeln lässt
- Bewusstseinsstörung-Endotyp-Mimic

Koma ist hierbei der Phänotyp. Verschiedene Endotypen hingegen haben spezifische Mechanismen, die zum gleichen Phänotyp Koma führen. Ein Endotyp kann als eine Konstellation von Krankheitsmerkmalen definiert werden, die in einem biologischen Mechanismus oder Signalweg verankert ist, der mit einem vorhersehbaren Krankheitsverlauf und einem Ansprechen auf die Behandlung verbunden ist.

## Diagnostik
Wie misst man Bewusstsein im geschädigten Gehirn? Klinisch wird Wachheit durch Vorhandensein von Augenöffnung und reproduzierbares Befolgen von Aufforderungen bewiesen. Zusätzlich wird das Vorhandensein von spontanen oder induzierten nicht-reflexive Verhalten als Beweis für (minimales) Bewusstsein angesehen. Die bettseitige Untersuchung des Bewusstseins bei gehirngeschädigten Patienten ist jedoch schwierig, weil die Bewegungen sehr klein, inkonsistent und leicht erschöpft sein können, was zu Diagnosefehlern führen kann. So können beispielsweise die kleinen Augenbewegungen bei einem Locked-In-Syndrom übersehen werden und der Patient fälschlicherweise als bewusstlos angesehen werden. Die körperliche Untersuchung ist letztlich auf körperliche Aktivität des Patienten angewiesen. Jedoch kann Gehirnaktivität auch ohne körperliche Aktivität vorliegen, wie eine Studie mittels Elektroenzephalogramm nachweisen konnte, was dann auch als kognitiv-motorische Dissoziation bezeichnet wird.
In der Akutsituation gilt es, rasch die zugrundeliegende Krankheit, die das Koma verursachte, zu diagnostizieren. Die korrekte Diagnose ermöglicht die zielgerichtete Therapie, um weiteren Schaden am Gehirn abzuwenden. Die Diagnosefindung beim akuten Koma stellt eine große Herausforderung für Ärzte dar.

### Elektroenzephalografie
Mittels dieser Technik werden Hirnströme gemessen. Ein gesundes Gehirn produziert ein typisches Muster und bei einem Koma können verschiedene Abweichungen vorliegen. Die elektrische Grundaktivität korreliert mit der Tiefe der Bewusstseinsstörung. Mittels der Elektroenzephalografie können auch Reaktionen auf äußere Reize detektiert werden. Das EEG spielt auch eine große Rolle, um den Übergang von Koma zum Hirntod (mit Coma dépassé) festzustellen.

### Funktionelles Magnetresonanztomografie und Positronen-Emissions-Tomografie
2006 hat eine Arbeitsgruppe aus Liège und Cambridge bei Patienten, die klinisch kein Bewusstsein aufwiesen, im MRT Bewusstsein zeigen können. Hierfür wurden komatöse, im MRT liegende Patienten aufgefordert, sich vorzustellen, sie würden Tennis spielen. Das MRT wies daraufhin reproduzierbar Aktivität in der motorischen Hirnrinde auf. Die Verfahren haben sich weiterentwickelt und seit 2012 wird von einem neuen Paradigma gesprochen. Die neuen bildgebenden Verfahren (MRT und PET) können minimales Bewusstsein bei fehlenden klinischen Hinweisen darstellen.

## Prognose
Ein Koma ist lebensbedrohlich. Der Bewusstlose bzw. dessen Körper kann sich nicht selber vor Aspiration schützen, er atmet nicht oder schlecht und ist äußeren Umwelteinflüssen schutzlos ausgeliefert. Erst mit Entwicklung von Intubation und Beatmungsmaschinen konnten Menschen mit schwerem Koma längere Zeit auf Intensivstationen überleben. Dennoch gehört ein Koma weiter zu den gefährlichsten Symptomen in der Medizin.
Jeder vierte komatöse Patient stirbt im Krankenhaus. Patienten mit Koma durch ein Schädel-Hirn-Trauma erholten sich zu 39 % (Beobachtungszeitraum 6 Monate) und Patienten mit nicht-traumatischen Koma zu 16 % (Beobachtungszeitraum 12 Monate). Es sei jedoch erwähnt, dass die verfügbaren Ergebnisstudien nicht schlüssig sind, weil das Setting (z. B. Intensivstation vs. Rehabilitationsstation), das untersuchte Patientenkollektiv (Patienten mit unterschiedlicher Ätiologie und Zeit nach der Hirnverletzung), die Dauer der Nachbeobachtung und Ergebnismessungen oft stark voneinander abweichen.
Die Prognose-Erstellung beim individuellen Patienten ist eine medizinische Herausforderung. Aktuell werden hierzu die körperliche Untersuchung, der bisherige Verlauf, Biomarker und Informationen aus der Bildgebung verwendet. Dennoch kann man nur begründete Wahrscheinlichkeiten angeben. In Einzelfällen kann ein langfristiges Potenzial (Monate bis Jahre nach dem Hirnschaden) zur Überwindung einer schweren Bewusstseinsstörung bestehen.
2022 wurde eine Leitlinie zur Rehabilitation von Patienten mit Bewusstseinsstörungen veröffentlicht.

### Schritte der Bewusstseinswiedererlangung
Die Wiedererlangung des Bewusstseins läuft in verschiedenen Abschnitten ab. Der Prozess kann auf jedem der Abschnitte stehen bleiben und sich nicht weiter verbessern. Das macht die Prognostik, also die Vorhersage der weiteren Entwicklung relevant, um gemeinsam mit Angehörigen Therapieziele für den Patienten zu finden.
Die Dauer der Abschnitte ist unterschiedlich lang und kann so kurz sein, dass der einzelne Abschnitt nicht bemerkt wird. Die korrekte Zuordnung des Patienten zu einem der Abschnitte ist nicht einfach und bedarf hoher Expertise. Eine Fehlerrate bis 40 % (insbesondere werden Patienten im Syndrom des minimalen Bewusstseins als reaktionslos wach fehlklassifiziert) wird beschrieben.
Koma → Syndrom der reaktionslosen Wachheit/apallisches Syndrom → Syndrom des minimalen Bewusstseins/Kognitiv-Motorische-Dissoziation → Delir → Wiedererlangung aller kognitiven Funktionen mit oder ohne schwerwiegende neurologische Defizite
Im ungünstigen Fall entwickelt sich aus dem Koma der Hirntod.

### Apallisches Syndrom
Hierbei handelt es sich um eine schwere Hirnschädigung, bei der die Funktion des Großhirns stark beeinträchtigt, teilweise ausgefallen oder sogar ganz erloschen ist. Daher wird sie auch als „apallisches Syndrom“ („ohne Hirnrinde“) bezeichnet. Die Lebensfunktionen werden – wie normalerweise auch – durch den Hirnstamm aufrechterhalten, die Patienten erlangen aber mangels kognitiver Funktionen nicht das Bewusstsein. Als Folge werden die Betroffenen zwar wach, können aber weder aktiv noch passiv in Kontakt mit der Umwelt treten. Fachlich exakt wird das Wachkoma als Syndrom der reaktionslosen Wachheit bezeichnet.

### Syndrom des minimalen Bewusstseins
Sobald Patienten reproduzierbar Verhaltensweisen zeigen, die auf eine bewusste Wahrnehmung der Umwelt hindeuten, spricht man vom Syndrom des minimalen Bewusstseins. Solches Verhalten kann die visuelle Fixation von Gesichtern oder dem eigenen Gesicht im Spiegel sein oder das Befolgen einfacher Aufforderungen. Unter Verwendung persönlich besonders bedeutsamer Reize wie Stimmen, Düfte, Geschmacksstäbchen, betastbare Objekte kann noch besser ein zielgerichtetes Handeln nachgewiesen werden. Patienten mit einem Syndrom des minimalen Bewusstseins haben eine bessere Prognose als beim Syndrom der reaktionslosen Wachheit wieder wach zu werden.

## Gesellschaft und Koma
Die Konzeption von Koma in Gesellschaft und Medizin unterscheiden sich stark. Fehlerhafte Vorstellungen können zu Fehlentscheidungen von Angehörigen führen und die gemeinsame Entscheidungsfindung erschweren. Spielfilme stellen das Koma häufig falsch dar, was die fehlerhafte Konzeption bei Laien mitverursacht.

## Abgeleitete Begriffe
„Künstliches Koma“, „künstlicher Tiefschlaf“:
Diese vor allem in den Medien genutzten Begriffe bezeichnen eine medikamentös herbeigeführte Bewusstseinsminderung, die nach dem Absetzen der Arzneistoffe reversibel ist. Darum sollte hier die Benutzung des Begriffes Koma vermieden werden, da Koma im medizinischen Sinne einen ungeregelten Bewusstseinsverlust beschreibt. Treffender sind die Begriffe Sedierung oder Langzeit-Narkose. Sedierung ist ein kontrollierter Zustand. Patienten, die in schwierigen Phasen einer Intensivbehandlung betäubt werden, erhalten zu diesem Zweck Medikamente in wirkungsabhängiger Dosierung. Dabei werden, meist in Kombination, Medikamente mit verschiedener Wirkung eingesetzt: Beruhigungs- und Schlafmittel (Sedativa, Hypnotika, etwa Benzodiazepine oder Propofol), Schmerzmittel (Opioidanalgetika), andere Narkotika sowie Psychopharmaka. Auch beatmete Patienten werden manchmal nicht die ganze Zeit in tiefer Narkose gehalten, wenn möglich nur sediert (vgl. Richmond Agitation Sedation Scale).
Durch Beobachtung, Patientenbefragungen und technische Überwachungs- und Untersuchungsmethoden ist das Bild immer differenzierter geworden, welche Leistungen des Gehirns während einer Narkose, gerade auch Dauernarkose, herabgesetzt werden: Wachheit (Vigilanz), Stress, Schmerzempfindung, Angst, motorische Reaktion, Erinnerung. Die meisten eingesetzten Medikamente beeinflussen mehrere Hirnleistungen, mit unterschiedlichem Schwergewicht.
Dabei gibt es nicht nur Unterschiede von Medikament zu Medikament, sondern auch in der Wirkung desselben Medikamentes auf verschiedene Patienten. So kann ein gut sedierter, aber durchaus nicht komatöser Patient bei Behandlungsmaßnahmen kooperieren, ohne sich anschließend an irgendetwas zu erinnern (Amnesie), ein bewegungslos und ohne vegetative Stresszeichen im Bett liegender Patient sich nachher an zahlreiche Einzelheiten erinnern, ein dritter trotz hoher Dosen an Beruhigungs- und Schmerzmitteln zwar nicht ansprechbar, aber motorisch unruhig sein.